# Salomon Kalou
Salomon Kalou (sinh ngày 5 tháng 8 năm 1985 ở Oumé, Bờ Biển Ngà) là một cầu thủ bóng đá người Bờ Biển Ngà. Hiện anh đang là cầu thủ tự do. Anh từng là thành viên của đội tuyển bóng đá quốc gia Bờ Biển Ngà. Anh là một tiền đạo, nhưng anh có thể chơi ở tiền đạo cánh. Anh có sở trường chơi bên cánh trái và điều này cho phép anh cắt vào giữa và ghi bàn bằng chân phải (chân sút sở trường của anh).

## Sự nghiệp thi đấu

### Feyenoord
Cầu thủ người Bờ Biển Ngà đã thi đấu tại giải vô địch bóng đá Hà Lan trong 3 mùa giải. Mùa 2003/2004 anh xuất hiện 2 lần trong màu áo Feyenoord, nhưng mùa giải đó Kalou thi đấu cho Rotterdam club, một câu lạc bộ ở giải hạng 2, trong bản hợp đồng cho mượn giữa 2 câu lạc bộ là chủ yếu. Anh đã ghi được 4 bàn trong 11 lần ra sân.
Sau 2 năm thi đấu cho Feyenoord, Kalou đã ghi được 35 bàn thắng trong 60 lần ra sân ở đội hình xuất phát và 7 lần từ băng ghế dự bị (60+7). Anh cũng ghi được 4 bàn trong 7 lần (6+1) xuất hiện tại UEFA Cup.
Với 20 bàn thắng ghi được trong mùa 2004/2005 anh trở thành chân sút xuất sắc thứ 2 tại giải vô địch Hà Lan. Kalou được nhận giải thưởng Johan Cruyff dành cho cầu thủ trẻ xuất sắc nhất của giải Hà Lan. Kalou được mua về từ câu lạc bộ Hà Lan Feyenoord ngay sau khi kì chuyển nhượng mùa hè mở cửa.

### Chelsea
Kalou ra mắt Chelsea trong trận đấu tranh Community Shield với Liverpool vào tháng 8 và ghi bàn thắng đầu tiên cho câu lạc bộ trong cuộc đối đầu với Blackburn Rover trong khuôn khổ Carling Cup tháng 10 namư 2006.
Mùa giải 2007/2008 thực sự là mùa giải thi đấu rất tiến bộ của tiền đạo trẻ người Bờ Biển Ngà trong màu áo Chelsea, anh đã thi đấu trận đấu thứ 100 cho câu lạc bộ trong vòng 2 mùa giải.
Quay trở lại Anh, Kalou được sử dụng tại hành lang cánh trái trong quãng thời gian Malouda phải ngồi ngoài. Cùng với những bàn thắng khi anh được chơi ở vị trí sở trưởng, tiền đạo mũi nhọn, đặc biệt là trận đấu với Bolton vào tháng 10, anh đã thay thế được vị trí của Didier Drogba và Andriy Shevchenko để lại do chấn thương.
Thêm vào 11 bàn thắng anh ghi được kể từ khi sang Anh thi đấu giúp Kalou thể hiện được mình và thường xuyên có tên trong đội hình xuất phát.
Tổng cộng, Kalou đã ghi được 9 bàn thắng trong mùa giải đầu tiên thi đấu tại giải Ngoại hạng Anh, thi đấu 58 trong tổng số 64 trận và có tên trong đội hình xuất phát 25 trận.
Mùa giải trước, Kalou vượt ngưỡng 100 trận thi đấu cho Chelsea (33+15).

### Đội tuyển quốc gia
Bốn tuần tập trung cùng đội tuyển quốc gia Bờ Biển Ngà tại Ghana, tiếp tục sự nghiệp thi đấu quốc tế tại vòng chung kết giải vô địch các quốc gia châu Phi (CAN 2008). Màn solo tuyệt vời vào lưới đội tuyển Nigeria của Kalou nhấn chìm tham vọng của đại bang xanh, anh tiếp tục ghi 2 bàn thắng vào lưới Guinea trong chiến thắng 5 sao đầy ấn tượng.
Năm 2015, anh cùng đội tuyển Bờ Biển Ngà giành chức vô địch châu Phi lần 2 sau khi vượt qua Ghana ở loạt sút luân lưu với tỉ số 11-10 sau 120 phút thi đấu chung kết không bàn thắng.

## Thống kê sự nghiệp

### Câu lạc bộ
Tính đến 22 tháng 5 năm 2018
| Câu lạc bộ          | Mùa giải            | Giải đấu | Giải đấu | Giải đấu | Cúp quốc gia | Cúp quốc gia | Cúp quốc gia | Cúp liên đoàn | Cúp liên đoàn | Cúp liên đoàn | Châu Âu | Châu Âu | Châu Âu  | Tổng cộng | Tổng cộng | Tổng cộng |
| Câu lạc bộ          | Mùa giải            | Trận     | Bàn      | Kiến tạo | Trận         | Bàn          | Kiến tạo     | Trận          | Bàn           | Kiến tạo      | Trận    | Bàn     | Kiến tạo | Trận      | Bàn       | Kiến tạo  |
| ------------------- | ------------------- | -------- | -------- | -------- | ------------ | ------------ | ------------ | ------------- | ------------- | ------------- | ------- | ------- | -------- | --------- | --------- | --------- |
| Feyenoord           | 2003–04             | 2        | 0        | –        | 0            | 0            | 0            | 0             | 0             | 0             | 0       | 0       | 0        | 2         | 0         | –         |
| Excelsior (mượn)    | 2003–04             | 11       | 4        | –        | 0            | 0            | 0            | 0             | 0             | 0             | 0       | 0       | 0        | 11        | 4         | –         |
| Feyenoord           | 2004–05             | 31       | 20       | –        | 2            | 3            | –            | 0             | 0             | 0             | 7       | 4       | –        | 40        | 27        | –         |
| Feyenoord           | 2005–06             | 36       | 15       | –        | 2            | 0            | –            | 0             | 0             | 0             | 2       | 0       | –        | 40        | 15        | –         |
| Feyenoord           | Hà Lan              | 80       | 39       | –        | 4            | 3            | –            | 0             | 0             | 0             | 9       | 4       | –        | 93        | 46        | –         |
| Chelsea             | 2006–07             | 33       | 7        | 5        | 7            | 1            | 2            | 6             | 1             | 3             | 11      | 0       | 0        | 57        | 9         | 10        |
| Chelsea             | 2007–08             | 30       | 7        | 9        | 3            | 1            | 1            | 4             | 2             | 0             | 11      | 1       | 0        | 48        | 11        | 10        |
| Chelsea             | 2008–09             | 27       | 6        | 4        | 6            | 2            | 3            | 2             | 1             | 2             | 8       | 1       | 1        | 43        | 10        | 10        |
| Chelsea             | 2009–10             | 23       | 5        | 3        | 4            | 1            | 0            | 3             | 3             | 0             | 6       | 3       | 0        | 36        | 12        | 3         |
| Chelsea             | 2010–11             | 31       | 10       | 3        | 3            | 3            | 1            | 1             | 0             | 0             | 6       | 0       | 2        | 41        | 13        | 6         |
| Chelsea             | 2011–12             | 12       | 1        | 1        | 5            | 1            | 0            | 2             | 1             | 0             | 7       | 2       | 0        | 26        | 5         | 1         |
| Chelsea             | Anh                 | 156      | 36       | 25       | 28           | 9            | 7            | 18            | 8             | 5             | 49      | 7       | 3        | 251       | 60        | 40        |
| Lille               | 2012–13             | 28       | 14       | 5        | 1            | 1            | 0            | 1             | 0             | 0             | 7       | 1       | 1        | 37        | 16        | 6         |
| Lille               | 2013–14             | 38       | 16       | 5        | 2            | 2            | 0            | 0             | 0             | 0             | 0       | 0       | 0        | 40        | 18        | 5         |
| Lille               | 2014–15             | 1        | 0        | 0        | 0            | 0            | 0            | 0             | 0             | 0             | 1       | 0       | 0        | 2         | 0         | 0         |
| Lille               | Pháp                | 67       | 30       | 10       | 3            | 3            | 0            | 1             | 0             | 0             | 8       | 1       | 1        | 79        | 34        | 11        |
| Hertha BSC          | 2014–15             | 27       | 6        | 2        | 2            | 0            | 0            | 0             | 0             | 0             | 0       | 0       | 0        | 29        | 6         | 2         |
| Hertha BSC          | 2015–16             | 32       | 14       | 2        | 4            | 3            | 0            | 0             | 0             | 0             | 0       | 0       | 0        | 36        | 17        | 2         |
| Hertha BSC          | 2016–17             | 26       | 7        | 4        | 3            | 1            | 0            | 0             | 0             | 0             | 2       | 0       | 0        | 31        | 8         | 4         |
| Hertha BSC          | 2017–18             | 31       | 12       | 3        | 2            | 0            | 0            | 0             | 0             | 0             | 3       | 0       | 0        | 36        | 12        | 3         |
| Hertha BSC          | Đức                 | 116      | 39       | 11       | 11           | 4            | 0            | 0             | 0             | 0             | 5       | 0       | 0        | 130       | 43        | 11        |
| Tổng cộng sự nghiệp | Tổng cộng sự nghiệp | 419      | 144      | 46       | 46           | 19           | 7            | 19            | 8             | 5             | 71      | 12      | 4        | 555       | 183       | 62        |

### Đội tuyển quốc gia
Tính đến ngày 11 tháng 11 năm 2017
| Đội tuyển quốc gia | Năm       | Trận | Bàn |
| ------------------ | --------- | ---- | --- |
| Bờ Biển Ngà        | 2007      | 6    | 3   |
| Bờ Biển Ngà        | 2008      | 10   | 5   |
| Bờ Biển Ngà        | 2009      | 7    | 1   |
| Bờ Biển Ngà        | 2010      | 10   | 3   |
| Bờ Biển Ngà        | 2011      | 5    | 1   |
| Bờ Biển Ngà        | 2012      | 11   | 6   |
| Bờ Biển Ngà        | 2013      | 11   | 3   |
| Bờ Biển Ngà        | 2014      | 9    | 4   |
| Bờ Biển Ngà        | 2015      | 14   | 2   |
| Bờ Biển Ngà        | 2016      | 6    | 0   |
| Bờ Biển Ngà        | 2017      | 8    | 0   |
| Tổng cộng          | Tổng cộng | 97   | 28  |

### Bàn thắng quốc tế
| Kalou – bàn thắng cho đội tuyển Bờ Biển Ngà | Kalou – bàn thắng cho đội tuyển Bờ Biển Ngà | Kalou – bàn thắng cho đội tuyển Bờ Biển Ngà               | Kalou – bàn thắng cho đội tuyển Bờ Biển Ngà | Kalou – bàn thắng cho đội tuyển Bờ Biển Ngà | Kalou – bàn thắng cho đội tuyển Bờ Biển Ngà | Kalou – bàn thắng cho đội tuyển Bờ Biển Ngà |
| #                                           | Ngày                                        | Địa điểm                                                  | Đối thủ                                     | Bàn thắng                                   | Kết quả                                     | Giải đấu                                    |
| ------------------------------------------- | ------------------------------------------- | --------------------------------------------------------- | ------------------------------------------- | ------------------------------------------- | ------------------------------------------- | ------------------------------------------- |
| 1                                           | 21 tháng 3 năm 2007                         | Sân vận động Anjalay, Belle Vue, Mauritius                | Mauritius                                   | 1–0                                         | 3–0                                         | Giao hữu                                    |
| 2                                           | 3 tháng 6 năm 2007                          | Sân vận động Félix Houphouët-Boigny, Abidjan, Bờ Biển Ngà | Madagascar                                  | 1–0                                         | 5–0                                         | Vòng loại CAN 2008                          |
| 3                                           | 21 tháng 11 năm 2007                        | Sân vận động Jassim bin Hamad, Doha, Qatar                | Qatar                                       | 5–0                                         | 6–1                                         | Giao hữu                                    |
| 4                                           | 12 tháng 1 năm 2008                         | Kuwait City, Kuwait                                       | Kuwait                                      | 2–0                                         | 2–0                                         | Giao hữu                                    |
| 5                                           | 21 tháng 1 năm 2008                         | Sekondi, Ghana                                            | Nigeria                                     | 1–0                                         | 1–0                                         | CAN 2008                                    |
| 6                                           | 3 tháng 2 năm 2008                          | Sekondi, Ghana                                            | Guinée                                      | 5–0                                         | 5–0                                         | CAN 2008                                    |
| 7                                           | 3 tháng 2 năm 2008                          | Sekondi, Ghana                                            | Guinée                                      | 5–0                                         | 5–0                                         | CAN 2008                                    |
| 8                                           | 11 tháng 10 năm 2008                        | Abidjan, Bờ Biển Ngà                                      | Madagascar                                  | 3–0                                         | 3–0                                         | Vòng loại World Cup 2010                    |
| 9                                           | 29 tháng 3 năm 2009                         | Abidjan, Bờ Biển Ngà                                      | Malawi                                      | 4–0                                         | 5–0                                         | Vòng loại World Cup 2010                    |
| 10                                          | 24 tháng 1 năm 2010                         | Cabinda, Angola                                           | Algérie                                     | 1–0                                         | 2–3                                         | CAN 2010                                    |
| 11                                          | 25 tháng 6 năm 2010                         | Mbombela, Nam Phi                                         | CHDCND Triều Tiên                           | 3–0                                         | 3–0                                         | World Cup 2010                              |
| 12                                          | 4 tháng 9 năm 2010                          | Abidjan, Bờ Biển Ngà                                      | Rwanda                                      | 3–0                                         | 3–0                                         | Vòng loại CAN 2012                          |
| 13                                          | 3 tháng 9 năm 2011                          | Sân vận động Amahoro, Kigali, Rwanda                      | Rwanda                                      | 1–0                                         | 5–0                                         | Vòng loại CAN 2012                          |
| 14                                          | 13 tháng 1 năm 2012                         | Sân vận động Thành phố Thể thao Zayed, Abu Dhabi, UAE     | Tunisia                                     | 1–0                                         | 2–0                                         | Giao hữu                                    |
| 15                                          | 16 tháng 1 năm 2012                         | Sân vận động Al Nahyan, Abu Dhabi, UAE                    | Libya                                       | 1–0                                         | 1–0                                         | Giao hữu                                    |
| 16                                          | 26 tháng 1 năm 2012                         | Sân vận động Malabo mới, Malabo, Guinea Xích Đạo          | Burkina Faso                                | 1–0                                         | 2–0                                         | CAN 2012                                    |
| 17                                          | 2 tháng 6 năm 2012                          | Abidjan, Bờ Biển Ngà                                      | Tanzania                                    | 1–0                                         | 2–0                                         | Vòng loại World Cup 2014                    |
| 18                                          | 9 tháng 6 năm 2012                          | Sân vận động Marrakech, Marrakech, Maroc                  | Maroc                                       | 1–0                                         | 2–2                                         | Vòng loại World Cup 2014                    |
| 19                                          | 8 tháng 9 năm 2012                          | Abidjan, Bờ Biển Ngà                                      | Sénégal                                     | 1–1                                         | 4–2                                         | Vòng loại CAN 2013                          |
| 20                                          | 23 tháng 3 năm 2013                         | Abidjan, Bờ Biển Ngà                                      | Gambia                                      | 3–0                                         | 3–0                                         | Vòng loại World Cup 2014                    |
| 21                                          | 12 tháng 10 năm 2013                        | Abidjan, Bờ Biển Ngà                                      | Sénégal                                     | 3–0                                         | 3–1                                         | Giao hữu                                    |
| 22                                          | 16 tháng 11 năm 2013                        | Sân vận động Mohammed V, Casablanca, Maroc                | Sénégal                                     | 1–1                                         | 1–1                                         | Vòng loại World Cup 2014                    |
| 23                                          | 15 tháng 10 năm 2014                        | Abidjan, Bờ Biển Ngà                                      | CHDC Congo                                  | 2–3                                         | 3–4                                         | Vòng loại CAN 2015                          |
| 24                                          | 15 tháng 10 năm 2014                        | Abidjan, Bờ Biển Ngà                                      | CHDC Congo                                  | 3–3                                         | 3–4                                         | Vòng loại CAN 2015                          |
| 25                                          | 14 tháng 11 năm 2014                        | Freetown, Sierra Leone                                    | Sierra Leone                                | 2–1                                         | 5–1                                         | Vòng loại CAN 2015                          |
| 26                                          | 14 tháng 11 năm 2014                        | Freetown, Sierra Leone                                    | Sierra Leone                                | 5–1                                         | 5–1                                         | Vòng loại CAN 2015                          |
| 27                                          | 11 tháng 1 năm 2015                         | Abu Dhabi, UAE                                            | Nigeria                                     | 1–0                                         | 1–0                                         | Giao hữu                                    |
| 28                                          | 26 tháng 3 năm 2015                         | Abidjan, Bờ Biển Ngà                                      | Angola                                      | 2–0                                         | 2–0                                         | Giao hữu                                    |

## Danh hiệu đã đạt được
Chelsea
- Premier League: 2009–10
- FA Cup: 2007, 2009, 2010, 2012
- Football League Cup: 2007
- FA Community Shield: 2009
- UEFA Champions League: 2011–12

## Danh hiệu cá nhân
- Dutch Football Talent of the Year (2005)
- CAF Young Player Of The Year - Ivory Coast/Chelsea (2008)